# Smittium basiramosum
Smittium basiramosum är en svampart som beskrevs av Siri 2010. Smittium basiramosum ingår i släktet Smittium och familjen Legeriomycetaceae.   Inga underarter finns listade i Catalogue of Life.